# محمد قادر
محمد عبد القادر كوبادجا توريه (بالفرنسية: Mohamed Kader)‏، من مواليد 8 ابريل 1979 في سوكودي في توغو، لاعب كرة قدم توغولي.
بدأ مسيرته الكروية مع نادي إيتولي فلانتي دي لومي في عام 1995، ولعب معهم حتى عام 1997، وفي موسم 1997/1998 انتقل إلى النادي الرياضي البنزرتي، وفي موسم 1998/1999 لعب مع نادي بارما الإيطالي، وفي موسم 1999/2000 لعب مع نادي لوغانو الإيطالي، وفي موسم 2000/2001 لعب مع نادي الأهلي الإماراتي، وفي عام 2001 لعب مع نادي بارما الإيطالي، وفي موسم 2001/2002 لعب مع نادي فيتشينزا الإيطالي، وفي عام 2002 لعب مع نادي سيرفيت السويسري، وشارك معهم حتى عام 2004، وفي موسم 2004/2005 انتقل إلى نادي سوشو الفرنسي، ومنذ عام 2005 وهو يلعب مع نادي غوينغامب الفرنسي.
و قد بدأ باللعب مع منتخب توغو لكرة القدم في عام 1995، وهو صاحب هدف المنتخب التوجولي الوحيد في بطولات كأس العالم، وأحرزه في بطولة كأس العالم 2006 في مرمي منتخب كوريا الجنوبية في المباراة التي انتهت بخسارة المنتخب التوجولي بنتيجة 1-2.

## وصلات خارجية
- محمد قادر على موقع الاتحاد الدولي (مؤرشف)  (الإنجليزية)
- محمد قادر على موقع قاعدة بيانات كرة القدم.إي يو (الإنجليزية)
- محمد قادر على موقع ليكيب (الفرنسية)
- محمد قادر على موقع ناشيونال فوتبول تيمز (الإنجليزية)
- محمد قادر على موقع Soccerway.com (الإنجليزية)
- محمد قادر على موقع عالم كرة القدم.نت (الإنجليزية)